# Liu Hszin
Liu Hszin (Liu Xin) (adott neve: Ce-csün (Zijun) 子駿) a Nyugati Han-dinasztia idején élt kiváló tehetségű és sokoldalú tudós, csillagász, bibliográfus. Az ő nevéhez fűződik a {\displaystyle \pi } (pí) elsőként történő kiszámítása Kínában. Az ugyancsak nagyformátumú tudós, Liu Hsziang (Liu Xiang) fia.

## Élete
Liu Hszin (Liu Xin) kb. i. e. 50-ben született. Apja a császári könyvtár megbecsült könyvtárosa, Liu Hsziang (Liu Xiang) volt. Nevét, a császári Kínában szokásos névtabu miatt később Liu Hsziu (Liu Xiu)ra (劉秀) változtatta. Karrierje a Nyugati Han-kor utolsó éveiben, és a Han-dinasztia folytonosságát rövid időre megakasztó Hszin (Xin)-dinasztia (i. sz. 9–23) idején teljesedik ki. Noha kezdetben odaadó híve volt a trónbitorló és az új dinasztiát megalapító Vang Mang (Wang Mang)nak (王莽; i. e. 45 – i. sz. 23), de miután a seregei i. sz. 23. július 23-án vereséget szenvedtek, elfordult tőle, és részt vett egy ellene szervezett összeesküvésben. Amikor az összeesküvést leleplezték, az abban résztvevőket halálra ítélték, majd kivégezték. Liu Hszin (Liu Xin) nem várta meg az ítéletet, több társához hasonlóan, öngyilkosságot követett el.

## Munkássága
A Han-dinasztia híres reformpolitikusa, Vang Mang (Wang Mang) elrendelte, hogy a mértékegységeket egységesíteni kell az egész birodalomban. A rendszer kidolgozásának feladatát Liu Hszin (Liu Xin) hajtotta végre. E megbízatása során elkészítette a mértékegységek rézetalonját, melyek definícióját törvénybe iktatták. A neki tulajdonított, és csia liang hu (jia liang hu) (嘉量斛) néven ismert etalont ma Pekingben őrzik. E munkája kapcsán állapította meg a pí értékét is 3,1547-nek. Ekkor történt a matematika történetében először, hogy törvénybe foglalták a pí értékét. Matematikai eredményei később olyan kiváló tudósokat inspiráltak, mint Csang Heng (Zhang Heng) (78–139) és Liu Huj (Liu Hui) (3. század).
Vang Mang (Wang Mang) a császári udvar csillagászaként elkészítette a dinasztia hivatalos naptárát is, de több, a bolygók mozgásával kapcsolatos fontos számítást is elvégzett.
Matematikai és csillagászati munkássága mellett mindenképpen meg kell említeni a bibliográfusként végezett nagyszerű teljesítményét is, amely valójában az apja által megkezdett munka befejezése volt. Ő öntötte végleges formába a Csi lüe (Qi lüe) (《七略》), vagyis a Hét kategória című bibliográfiát, amely később az ókori kínai írásbeliség, könyvészet legteljesebb bibliográfiájának, a Ji-ven-cse (Yiwenzhi)nek az alapját képezte.
Irodalmárként végzett eredményeinek sorában meg szokták említeni, hogy az ókori történeti műhöz, a Csun-csiu (Chunqiu), vagyis a Tavasz és ősz krónikájához, a Co Csiu-ming (Zuo Qiuming) által írt kommentár végleges címét, amelyen a konfuciánus kánonban is helyett kapott, ő rögzítette Co csuan (Zuo zhuan) formában. Továbbá ő a megalapítója, az úgynevezett „Régi szövegek iskolája” (ku-ven csing (guwen jing) 古文經) néven ismert filológiai, szövegkritikai irányzatnak is.